# Club de Fútbol Ciudad Madero
El Club de Fútbol Orinegros de Cd. Madero es un equipo de fútbol profesional mexicano. Actualmente, milita en la Tercera División de México, la Liga TDP, y tiene su sede en la Ciudad Madero, Tamaulipas. Tiene el récord en el fútbol mexicano de haber ascendido en la temporada 1964-1965 invicto a la Primera División de México, récord que aún persiste, siendo su entrenador el argentino Ernesto Candia apodado El Chueco.

## Historia
El equipo de los Orinegros de Madero es fundado en el año de 1954, tuvo como antecesor el Club Refinería Madero que había logrado llegar como subcampeón de la Segunda división mexicana en 3 ocasiones, en 1960 debajo del Club de Fútbol Monterrey, en 1962 de los Pumas de la UNAM y en 1963 del Zacatepec FC.

### Orígenes
En la temporada 1959-60 el Refinería Madero fue de los principales protagonistas de la Segunda división mexicana, llegó a la última jornada con la posibilidad de superar a la "Pandilla" del Club de Fútbol Monterrey quién tenía el liderato general, pero con una combinación de resultados el Madero podía coronarse, para ello debía vencer al Cd. Victoria y el Orizaba tenía que sacarle mínimo un empate al Monterrey. Sin embargo el Madero solo consiguió el empate 0-0 en Victoria, mientras que los Rayados vencieron al Orizaba 3-0 en el Tecnológico dejando a los petroleros con el subcampeonato, obteniendo el mismo resultado en las siguientes dos campañas.
El nuevo "Club de Fútbol Ciudad Madero" se formaría para jugar un torneo de promoción entre los equipos del Nacional, el cual terminó en el último lugar de la Primera División, el Ciudad Madero, el Poza Rica y los Veracruz, con el objetivo de aumentar el número de equipos en la primera división, de 14 a 16 equipos. Este se jugó del 16 de enero al 6 de febrero de 1964.

### Derrotados en penalties
Logró 3 puntos en el cuadrangular, solamente 1 punto abajo del campeón de este torneo que fue el Club Nacional. Los Pericos del Nacional ya eran parte de primera división en ese entonces, pero al quedar último en la temporada 1963-64 jugó el torneo para lograr su permanencia, por lo que al quedar campeón se le dio la oportunidad de ascender al segundo lugar de ese torneo promocional, que fueron los Club Veracruz, quien había quedado empatado con los Petroleros en el segundo lugar, por lo que tuvo que desarrollarse un juego de desempate que quedó 0-0 en tiempo extra. El lanzamiento de penales fue necesario y los Tiburones Rojos ganaron por marcador de 5-4, por lo que el Cd. Madero tuvo que esperar su ascenso y jugó su primera liga en la segunda división.

### Subcampeón de la Copa México en 1954
El 23 de febrero de 1954 empezó la Copa México siendo este el primer torneo oficial en el que participaría el Club Madero como miembro de la segunda división. El primer encuentro sería contra el Club de Fútbol Monterrey, el cual perdería por marcador de 2-0 en Monterrey, Nuevo León. El segundo partido se llevó a cabo el 27 de febrero del mismo año, esta vez en Ciudad Madero, sin embargo los Orinegros no pudieron remontar y perderían 3-1, con un contundente 5-1 final de marcador global a favor de la Pandilla del Monterrey.

### Campeón de la Segunda División de manera invicta y el ascenso a Primera División
Para la primera temporada de liga en segunda división, la 1964-65, logran el título de manera invicta dirigidos por el técnico argentino "El Chueco" Ernesto Candia alcanzando el ascenso a la primera división, superando por puntos al Poza Rica que quedaría como subcampeón. Irónicamente, entrarían en lugar del recién descendido Club Nacional de Guadalajara, quien le había quitado la oportunidad de ascender al Cd. Madero apenas un año antes.
El Madero debuta en la Primera División el 27 de mayo de 1965 al visitar al Club Deportivo Guadalajara obteniendo un empate de 0-0 ante las Chivas Rayadas en ese entonces campeón de la Primera División la temporada anterior. Anota su primer gol en la segunda jornada al empatar 1-1 con el Deportivo Toluca en el Estadio Tamaulipas, y gana su primer partido en la fecha 5 al visitar al Necaxa y doblarlo por 3-2 el 27 de junio de 1965. Termina su campaña de debut con 24 puntos en el lugar 14 de la general.

### Pésima campaña y de regreso a la Segunda División
En la temporada 1966-67 solo pudo ganar un juego como visitante y fue a los Jabatos de Nuevo León por 1-0 y solo anotó 8 goles en sus 15 juegos de visitante, resultados que lo rezagaron al último lugar general al obtener solo 18 puntos. Desde la jornada 27 matemáticamente se consumó su descenso al perder con la Pandilla de Monterrey en el estadio Tamaulipas por 2-1 mientras que los Canarios del Morelia empataba a cero con el Cruz Azul.

### Campeón en la Segunda División y 2° ascenso a la Primera División
Después de 2 temporadas en primera división, al final de la 1966-67, el club desciende volviendo a la Segunda División, donde permanecería hasta el año de 1973, cuando después de terminar la temporada 72-73  el equipo asciende de nuevo a la Primera División al superar en la final al Club Deportivo Irapuato por marcador de 2-0 global, siendo en ese entonces el director técnico el peruano Grimaldo González.
En la temporada 1973-74 el equipo del Cd. Madero debuta en la Primera División, con victoria en el puerto de Veracruz, ante los Tiburones Rojos 2-1 goles anotados por los argentinos Juan Carlos Czentoricky y Héctor Siles. Ese año se salvó en la última jornada de no entrar a la liguilla por el no descenso, serie que enfrentaría a los equipos Algodoneros de La Laguna contra los Tuneros de San Luis, descendiendo este último equipo cuando perdió en el estadio San Isidro de Torreón, 3-0. 

### De regreso a la Segunda División
En la temporada 1974-75 quedaría en último lugar general con apenas 21 puntos de 76 posibles, 5 puntos abajo del Club de Fútbol Laguna el equipo más cercano. Entre sus hazañas que tuvo este equipo en esa temporada, esta el 4-2 impuesto al Toluca que ese año era dirigido por el técnico uruguayo Ricardo de León, creador del cerrojo, el año en que sería campeón. De ese equipo se recuerda al mexicano Elías "Chuleta" Aguilar, Miguel Santandré, el peruano Popy Correa, el durísimo central el Tranvía Díaz, el brasileño Paulo Matta, Rogelio Valadez, Miguel Ángel Saavedra, Peluffo, Gandolfo, Rodolfo Romero etc. Pero una vez más el camino en Primera División sería corto, apenas en su segundo torneo en el máximo circuito, vuelve a descender.

### Actualidad
El equipo desaparece una vez descendido a la segunda división y para el año de 2002 es refundado y militó en la misma Segunda División, hasta descender a la Tercera División de México en la temporada 2010-2011 donde tenía una franquicia, misma donde se encuentran ahora.

## Palmarés

### Títulos oficiales
| Competición nacional                        | Títulos                                                               | Subcampeonatos                   |
| ------------------------------------------- | --------------------------------------------------------------------- | -------------------------------- |
| Segunda División de México (2/3)            | 1964-19651, 1972-1973. 1.- Único campeón invicto del fútbol mexicano. | 1959-1960, 1961-1962, 1962-1963. |
| Copa de la Segunda División de México (1/0) | 1961-1962.                                                            |                                  |